# فيرجينيا ر. مورينو
فيرجينيا ر. مورينو (بالإنجليزية: Virginia R. Moreno)‏ (1925)؛ كاتِبة، مخرجة أفلام وشاعرة فلبينية.